# Euretaster cribrosus
Euretaster cribrosus is een zeester uit de familie Pterasteridae.
De wetenschappelijke naam van de soort werd in 1867 gepubliceerd door von Martens.